# 伯恩斯塔德 (北達科他州)
伯恩斯塔德（英語：Burnstad）是位於美國北達科他州洛根縣的非建制地區。

## 歷史
伯恩斯塔德的郵局於1907年設立，其後於1979年停運。

## 地理
伯恩斯塔德所處的海拔為高於海平面599米（即1965英呎），而該地所採用的時區為UTC-6，即北美中部时区（CST）。同時該地設有夏令時間，為UTC-6調快一小時，即UTC-5（CDT）。